# نقشه‌بردار ۲
نقشه‌بردار ۲ (به انگلیسی: Surveyor 2) قرار بود دومین سطح‌نشین ماه در برنامه فضایی نقشه‌بردار بدون خدمه برای کاوش در ماه باشد. این موشک در ۲۰ سپتامبر ۱۹۶۶ از کیپ کندی، فلوریدا با موشک اتلس-سناتور پرتاب شد. یک اشتباه در اواسط مسیر منجر به از دست دادن کنترل فضاپیما شد. تماس با فضاپیما در ساعت ۹:۳۵، ۲۲ سپتامبر قطع شد.